# Malaysias MotoGP 1993
Malaysias MotoGP 1993 kördes den 4 april på Shah Alam Circuit.

## 500GP

### Slutresultat
| Plats | Förare            | Märke    | Grid | Kvaltid  |
| ----- | ----------------- | -------- | ---- | -------- |
| 1     | Wayne Rainey      | Yamaha   | 3    | 1.25,857 |
| 2     | Daryl Beattie     | Honda    | 2    | 1.25,643 |
| 3     | Kevin Schwantz    | Suzuki   | 1    | 1.25,533 |
| 4     | Mick Doohan       | Honda    | 5    | 1.25,952 |
| 5     | Àlex Crivillé     | Honda    | 4    | 1.25,884 |
| 6     | Shinichi Itoh     | Honda    | 6    | 1.26,204 |
| 7     | Alex Barros       | Suzuki   | 7    | 1.26,204 |
| 8     | Niall Mackenzie   | Suzuki   | 9    | 1.27,577 |
| 9     | Doug Chandler     | Cagiva   | 10   | 1.27,659 |
| 10    | Mat Mladin        | Cagiva   | 11   | 1.27,669 |
| 11    | Laurent Naveau    | Yamaha   | 17   | 1.28,840 |
| 12    | John Reynolds     | Yamaha   | 14   | 1.28,485 |
| 13    | J.M. López Mella  | Yamaha   | 13   | 1.28,480 |
| 14    | Sean Emmett       | Yamaha   | 21   | 1.29,073 |
| 15    | Renzo Colleoni    | Yamaha   | 22   | 1.29,352 |
| 16    | Lucio Pedercini   | Yamaha   | 24   | 1.29,466 |
| 17    | Michael Rudroff   | Yamaha   | 23   | 1.29,405 |
| 18    | Serge David       | Yamaha   | 15   | 1.28,549 |
| 19    | Cees Doorakkers   | Yamaha   | 25   | 1.29,998 |
| 20    | Thierry Crine     | Yamaha   | 27   | 1.30,666 |
| 21    | Andreas Meklau    | Yamaha   | 28   | 1.30,706 |
| 22    | Bruno Bonhuil     | Yamaha   | 26   | 1.30,654 |
| 23    | Toshiyuki Arakaki | Yamaha   | 18   | 1.28,881 |
| 24    | Kevin Mitchell    | Yamaha   | 20   | 1.28,946 |
| 25    | J-L Romansens     | Yamaha   | 32   | 1.32,699 |
| 26    | Alan Scott        | Yamaha   | 30   | 1.31,004 |
| 27    | José Kuhn         | Yamaha   | 19   | 1.28,883 |
| 28    | Tsumoto Udagawa   | Yamaha   | 29   | 1.30,773 |
| 29    | Bernard Garcia    | Yamaha   | 12   | 1.28,099 |
| 30    | Marco Papa        | Librenti | 31   | 1.32,362 |
| 31    | Luca Cadalora     | Yamaha   | 8    | 1.27,148 |
| 32    | Jeremy McWilliams | Yamaha   | 16   | 1.28,794 |